# USS McDermut (DD-262)
Za druga plovila z istim imenom glejte USS McDermut.
USS McDermut (DD-262) je bil rušilec razreda Clemson v sestavi Vojne mornarice Združenih držav Amerike.
Rušilec je bil poimenovan po pomorskem častniku Davidu A. McDermutu.

## Zgodovina
V skladu s Londonskim sporazumom o pomorski razorožitvi je bil rušilec 25. februarja 1932 prodan za razrez.